# Rocher de l'Éperrimont
Le rocher de l'Éperrimont ou roc de l'Éperrimont est un sommet de France situé en Isère, au sud de Grenoble et au sud-ouest de Vif, sur la commune du Gua. S'élevant à 1 441 mètres d'altitude, il est dominé à l'ouest par les falaises orientales du massif du Vercors et plus particulièrement les arêtes du Gerbier ainsi que le col Vert.

## Géographie
Le rocher de l'Éperrimont s'allonge en un crêt dans le sens sud-nord, cerné au nord par la montagne d'Uriol et son point culminant, le Pieu, et au sud par les crêtes du Jonier. Ce chaînon montagneux de l'extrémité ouest du Vercors sert de délimitation occidentale à la vallée de la Gresse.

### Topographie
Ce crêt allongé comporte un autre sommet culminant à 1 262 mètres d'altitude au nord et appelé bec de l'Échaillon ou Pal de Fer. 
Vu du sud, le sommet de la montagne est surnommé « l'Indien », la falaise donnant par paréidolie le profil d'un visage se découpant dans le ciel.

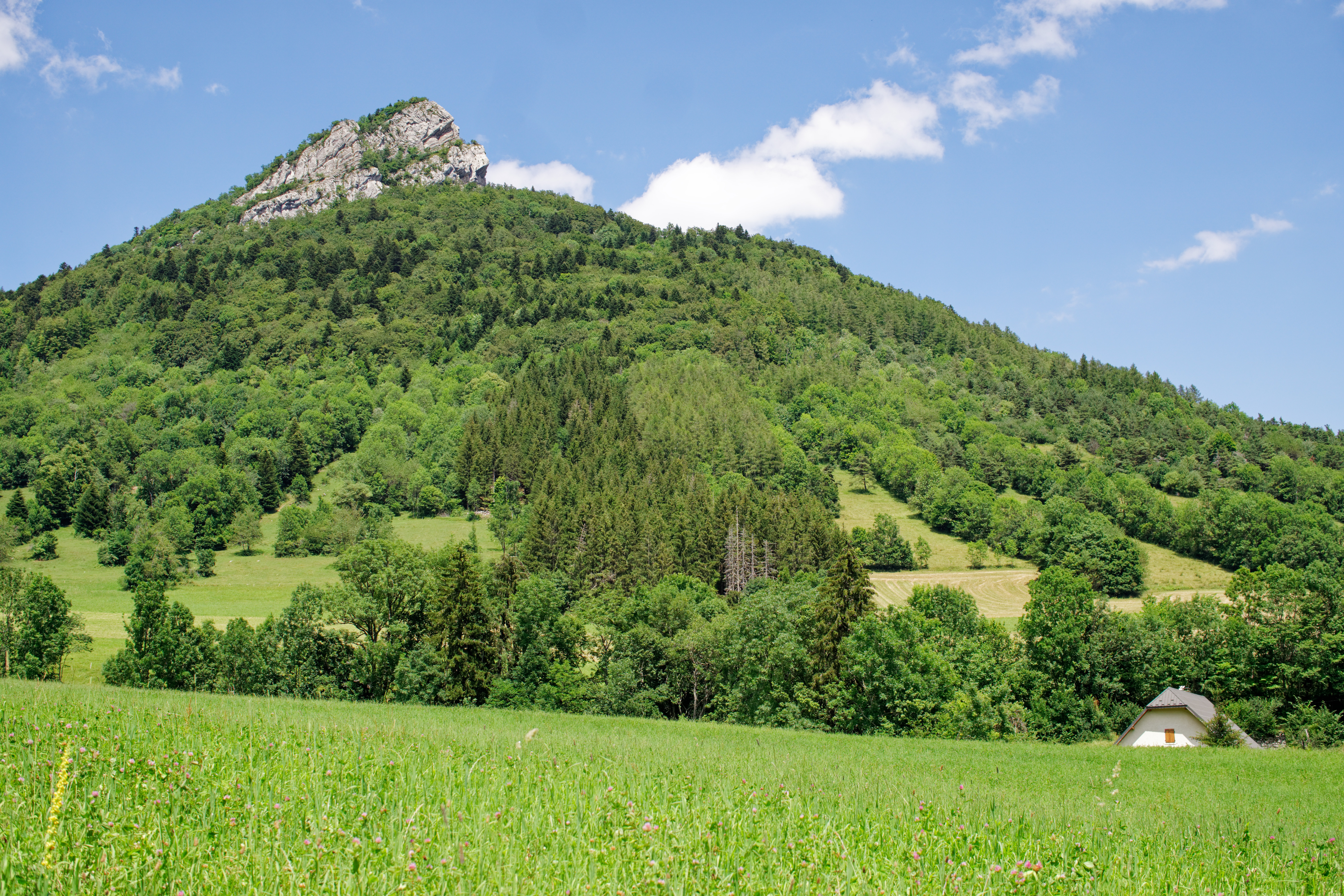
Le rocher de l'Éperrimont depuis Prélenfrey-du-Gua.
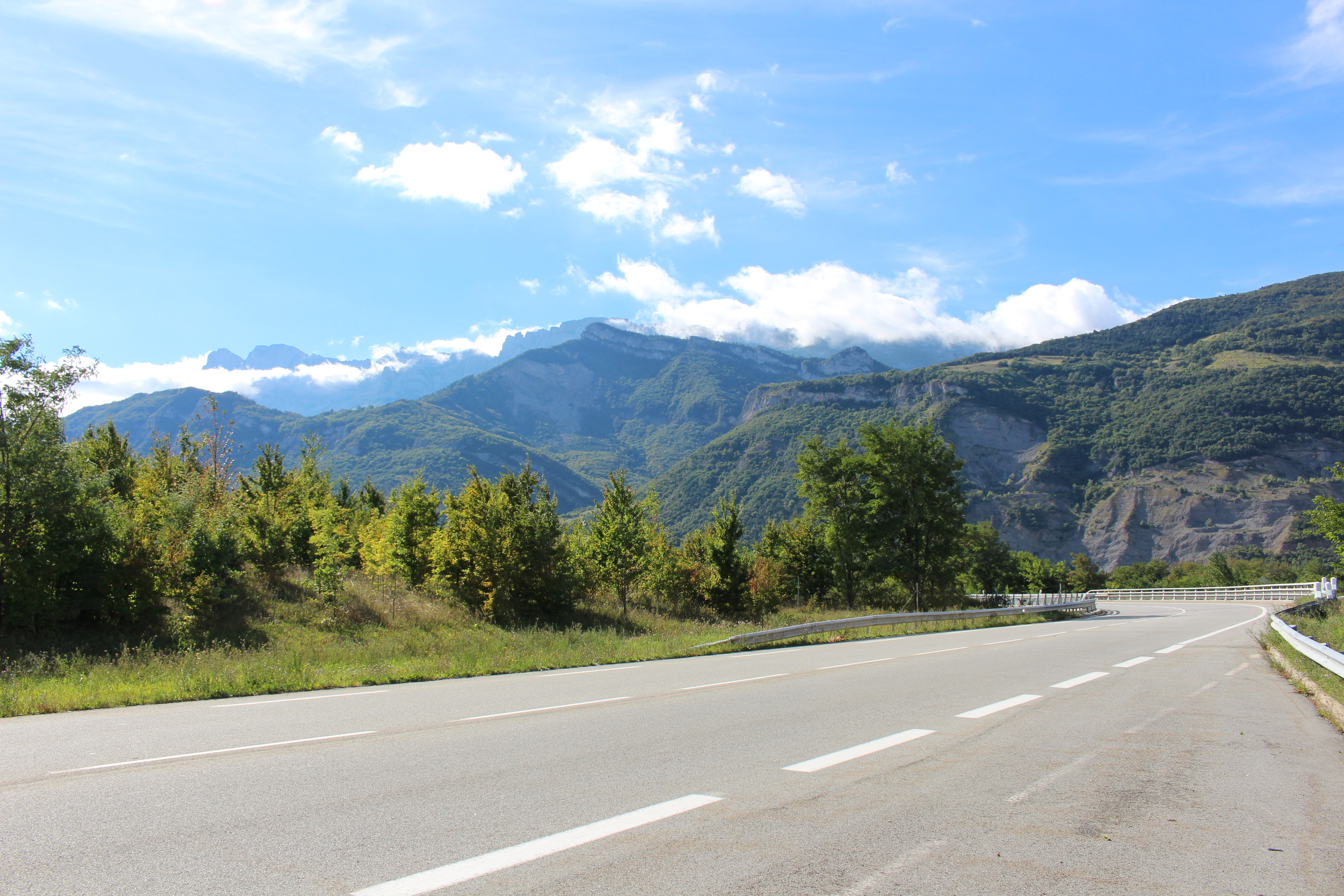
L'Éperrimont depuis la D1075.
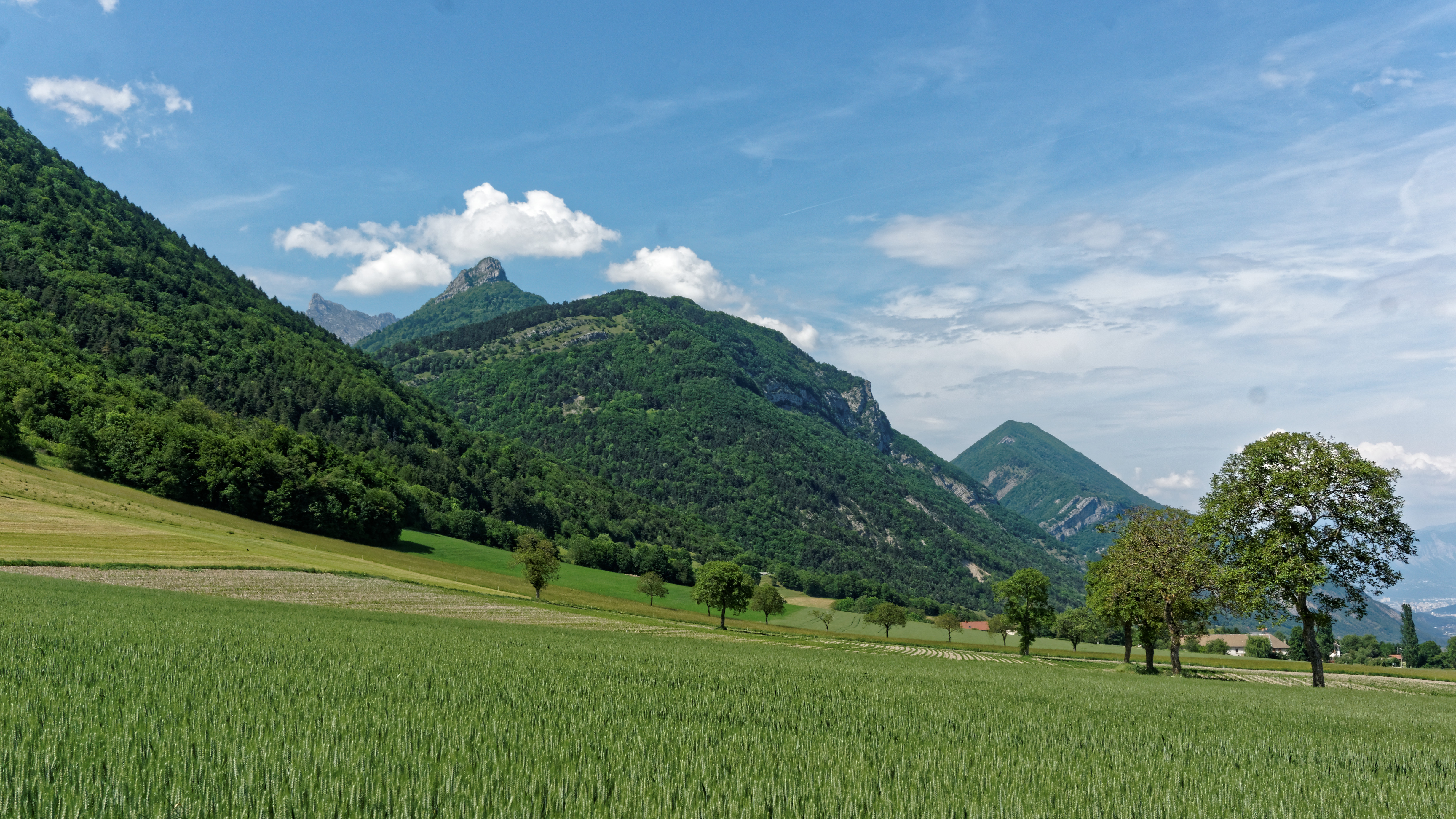
Le rocher de l'Éperrimont (à gauche) et le Pieu (à droite).
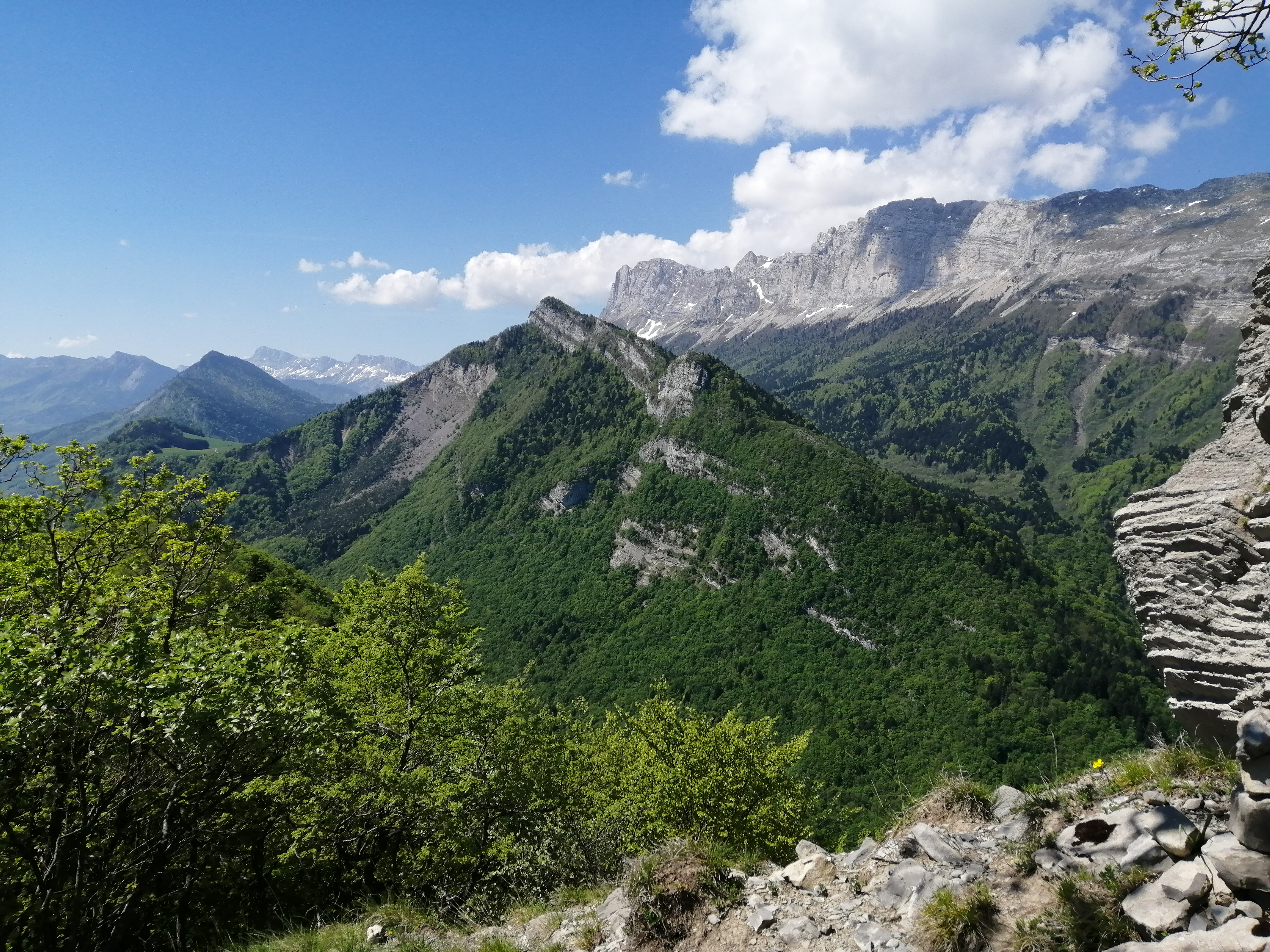
L'Éperrimont et le bec de l'Échaillon depuis le Bémont.